# Campaña gascona de 1345
La campaña gascona de 1345 fue una incursión militar que dirigió Enrique, conde de Derby durante la guerra de los Cien Años. Fue una rauda expedición que abarcó de agosto a noviembre de 1345 y se verificó en Gascuña, feudo inglés en el suroeste de  Francia. Derby mandó un ejército anglogascón que obtuvo las primeras victorias inglesas en una campaña terrestre en la contienda contra Francia. Venció en dos batallas campales al ejército enemigo e hizo abundantes prisioneros nobles, a los que liberó a cambio de rescates que lo enriquecieron tanto a él como a sus soldados. La campaña realzó el prestigio inglés en la zona y favoreció el reclutamiento de tropas y la recaudación de impuestos en los territorios disputados con la Corona francesa, que precisamente tuvo más complicado obtener dinero y tropas en ellos.
Rafael, conde de Stafford, había llegado a Gascuña en febrero de 1345 con la avanzadilla del ejército y había emprendido el sitio de dos fortalezas francesas. Luego llegó el conde de Derby en agosto, que reunió las fuerzas anglogasconas disponibles y se encaminó contra el mayor ejército enemigo en la zona, que se encontraba en Bergerac, a noventa y siete kilómetros al este de Burdeos. La población tenía buenas comunicaciones fluviales con esta y era sido una buena base para posteriores operaciones contra los franceses. El conde venció al ejército francés y emprendió a continuación el cerco de la capital del Périgueux. Para entonces los franceses habían concentrado sus fuerzas en el suroeste del reino, cuyo mando ostentaba Juan, duque de Normandía y heredero del trono francés. El conde de Derby no había sido capaz de rendir Périgueux y estaba cada vez más amenazado por la llegada del ejército del duque, mucho mayor que el suyo, por lo que decidió dejar guarniciones para rodear la plaza y retirarse con el grueso de sus tropas. Los franceses asediaron una de estas guarniciones, la de Auberoche, a la el de Derby acudió a socorrer con un contingente reducido. Atacó por sorpresa a los sitiadores franceses, más numerosos, y los derrotó.
El ejército francés empezó a desintegrarse: muchos de los soldados no habían recibido sus pagas y algunos incluso pasaban hambre. Faltaba además forraje para los caballos. Las deserciones crecieron considerablemente y los soldados vendían incluso sus armamento. La derrota de Auberoche desanimó al duque de Normandía, que decidió abandonar los asedios de las demás guarniciones en torno a Périgueux y replegarse a Angulema. Allí desbandó el ejército, posiblemente por falta de fondos para seguir pagándolo. El conde de Derby volvió a penetrar en el valle del Garona y se apoderó de La Réole, pese a sus recias defensas y su numerosa guarnición; se hizo además con las demás posiciones francesas río abajo y con otras de la comarca. Licenció al ejército en noviembre e invernó en La Réole, aunque algunos destacamentos anglogascones siguieron hostigando al enemigo durante el invierno y arrebatándole fortalezas entre diciembre de 1345 y marzo de 1346.

## Antecedentes
Los reyes ingleses eran vasallos de los franceses en virtud de los feudos que tenían en el reino vecino desde que el duque de Normandía se hiciese con el trono inglés en 1066. Esta situación creó continuos conflictos durante la Edad Media. Los monarcas franceses trataron continuamente de reducir el poderío inglés en el reino, arrebatando tierras a los reyes vecinos cuando pudieron. La extensión de las tierras del rey inglés en Francia varió a lo largo de los siglos, pero en 1337 el monarca inglés solamente conservaba Gascuña en el suroeste y Ponthieu en el norte. Los gascones tenían costumbres e idioma propios y preferían la amplia autonomía de la que gozaban bajo el distante soberano inglés que el más estrecho control del monarca francés, más propenso a intervenir en los asuntos de la región. Varios desacuerdos entre los dos reyes, Felipe VI de Francia (1328-1350) y Eduardo III de Inglaterra (1327-1377) hicieron que el consejo real francés confiscase el ducado de Aquitania (del que solo quedaba en poder inglés la Gascuña) al rey inglés el 24 de mayo de 1337, alegando para ello que Eduardo había faltado a sus obligaciones vasalláticas. Esta acción desencadenó la guerra de los Cien Años, que duró, en realidad, ciento dieciséis.

### Gascuña

Francia en 1330:
Territorios bajo control real francés en 1214
Territorios arrebatados el rey inglés hasta 1330
Inglaterra y territorios del rey inglés en Francia en 1330

Más de mil barcos mercantes zarpaban de los puertos gascones antes de la guerra; entre sus mercancías destacaban los ciento diez millones de litros de vino de la región. El arancel de exportación de vino que la Corona inglesa cobraba en Burdeos era el mayor ingreso arancelario del erario y, con mucho, la principal fuente de ingresos de la hacienda real. Este comercio enriquecía a la capital de la Gascuña, Burdeos, que tenía más de cincuenta mil habitantes y era por entonces mayor que Londres. Pero para entonces la región había quedado tan menguada por la confiscación francesa de tierras que necesitaba importar comida, fundamentalmente desde Inglaterra. Así, el cese del comercio entre Gran Bretaña y Gascuña amenazaba de hambre a esta y de bancarrota a Inglaterra, eventualidad bien conocida en la corte francesa.
Gascuña desencadenó la guerra, pero Eduardo III no contaba con grandes efectivos para defenderla. Las anteriores incursiones inglesas en Francia habían acontecido en el norte y Gascuña había quedado abandonada a su suerte, defendida por su propia población y en situación precaria frente a los contingentes franceses. Estos habían llegado a cercar Burdeos en 1339 y a penetrar en la ciudad, si bien el asalto había fracasado finalmente. Normalmente los gascones podían reunir un ejército de entre tres y seis mil soldados, la mayoría de infantería, aunque unos dos tercios de ellos quedaban asignados a guarniciones.
No existía una frontera clara entre las posesiones inglesas en Gascuña y el resto del reino francés. Muchos terratenientes tenían propiedades desperdigadas, por las que debían lealtad a distintos señores. Las propiedades menores solían contar con una torre defensiva, mientras que las mayores tenían castillos. Los puntos de paso obligado para el comercio también solían estar fortificados, tanto para limitar los movimientos militares como para facilitar el pago de impuestos de tránsito; la mayoría de los puentes y de los vados que servían para cruzar los ríos de la región habían dado lugar a poblaciones amuralladas. Los contingentes militares podían abastecerse sobre el terreno si se mantenían en movimiento. Si, por el contrario, necesitaban permanecer en alguna posición, como en el caso de tener que asediar un castillo, necesitaban estar cerca de un río navegable que les sirviese de vía de suministro de víveres, forraje y equipo bélico. La guerra consistía habitualmente en la disputa por la posesión de castillos y otras fortificaciones y por el sometimiento de la mudable nobleza; esta cambiaba constantemente de lealtad y normalmente servía al señor que en un momento dado parecía más poderoso.
Los ingleses dominaban en 1345, tras ocho años de guerra, una franja costera que se extendía de Burdeos a Bayona y algunas posiciones en el interior. Los franceses controlaban una serie de recias fortificaciones en el interior, en lo que antaño había sido también territorio del rey de Inglaterra. Varias de estas posiciones suponían una amenaza para Burdeos: Libourne, a veinte kilómetros al este de aquella, apenas una jornada de marcha; Blaye, con fuertes defensas, al norte del estuario de Gironda y a veinticinco kilómetros de Burdeos, podía bloquear el acceso de esta a mar abierto; la fortaleza de Langon, a treinta kilómetros al sur de Burdeos, cercenaba las comunicaciones por el Garona y podía servir además de punto de abastecimiento a un ejército que acudiese a sitiar la gran ciudad.

## Campaña

Operaciones entre agosto y noviembre de 1345 en el suroeste de Francia.

### Planes
Eduardo III decidió a comienzos de 1345 atacar Francia desde tres direcciones. El conde de Northampton mandaría un pequeño ejército en Bretaña. Otro algo mayor partiría a Gascuña al mando de Enrique, conde de Derby y el tercero y principal lo mandaría él mismo y marcharía al norte de Francia o a Flandes. El cargo de senescal de Gascuña pasó de Nicholas de la Beche a Rafael, conde de Stafford, que zarpó para la región en febrero con el primer contingente de tropas. El rey nombró al conde de Derby su lugarteniente en Gascuña el 13 de marzo y le encargó el alistamiento de dos mil soldados ingleses, a los que sumarían otros gascones. El contrato tenía una duración de seis meses desde el momento en que comenzase la campaña en Gascuña, aunque permitía que el rey lo extendiese otros tantos en las mismas condiciones. El mando concedido a Derby le daba gran autonomía.
El espionaje francés había descubierto los planes ofensivos ingleses, pero el reino carecía de dinero para reunir tres ejércitos para cubrir los tres frentes donde se preveían ataques enemigos. Los mandatarios franceses supusieron correctamente que el principal embate sería el que sufriría el norte del reino, por lo que concentraron el grueso de sus fuerzas en Arrás el 22 de julio. El suroeste tuvo que defenderse con sus propios recursos; como la Tregua de Malestroit que se había firmado a comienzos de 1343 seguía vigente, los señores de la zona eran reacios a aportar dinero para la defensa, y apenas se hizo nada para mejorar la situación defensiva.

### Primeras operaciones

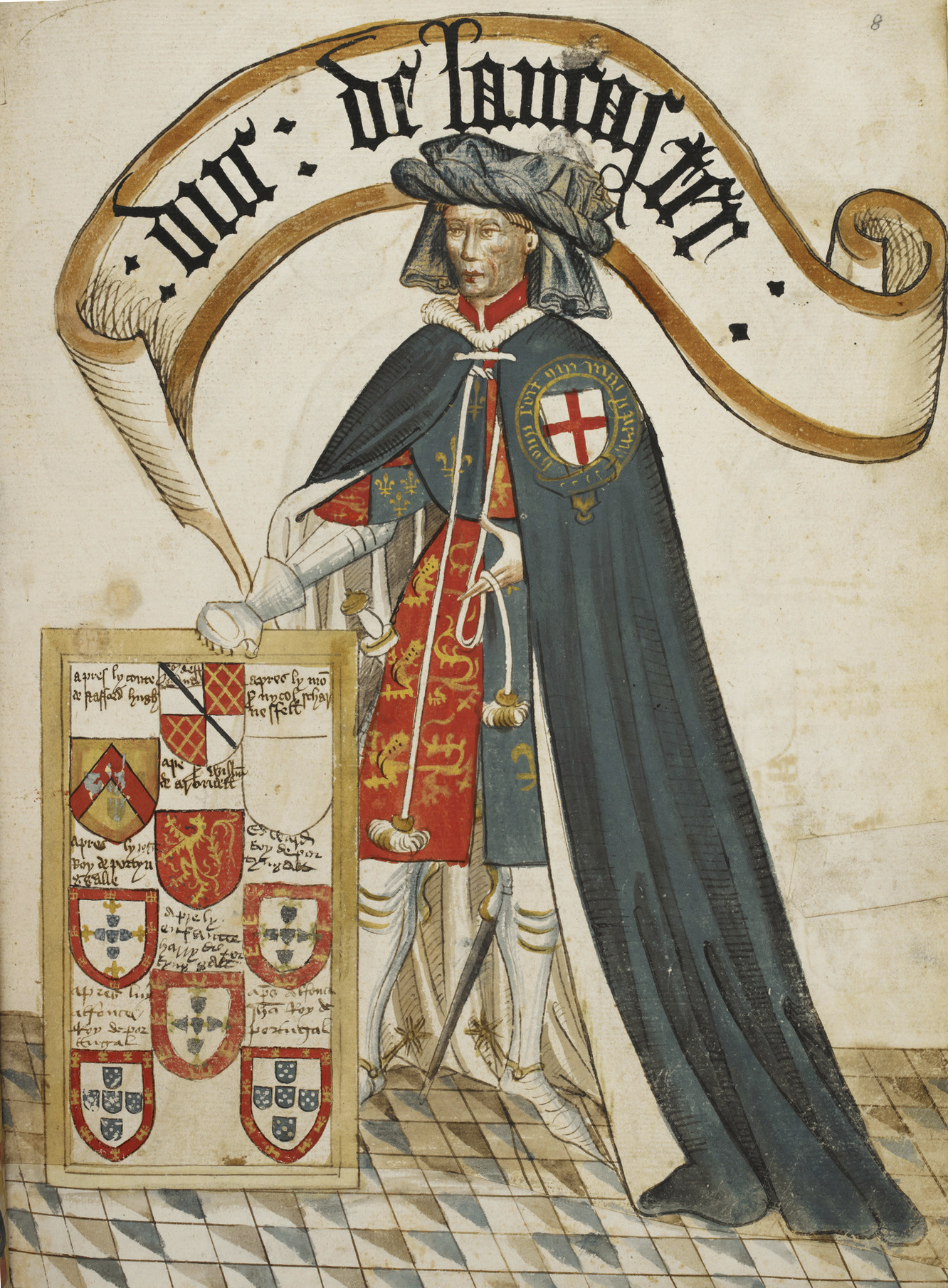
Enrique de Lancaster, conde de Derby

El ejército del conde de Derby se embarcó en Southampton a finales de mayo. El mal tiempo hizo que la flota de ciento cincuenta y un navíos que llegaba a las tropas tuviese que refugiarse en Falmouth durante varias semanas; pudo zarpar de nuevo el 23 de julio. El conde de Stafford había comunicado a los gascones que el de Derby debía llegar a la región a finales de mayo, pero ante el retraso y creyendo al enemigo débil, decidieron no esperarlo y acometer una incursión por su cuenta. Se apoderaron por sorpresa de los castillos de Montravel y Monbreton, grandes pero con escasas guarniciones situados a orillas del río Dordoña a comienzos de junio; estas acciones pusieron fin a la inestable Tregua de Malestroit. Stafford marchó a sitiar Blaye con sus tropas inglesas y en torno a mil hombres de armas y tres mil peones gascones. Dejó el cerco a los gascones y marchó hasta Langon, al sur de Burdeos, que también sitió. Los asediadores de las dos plazas podían abastecerse por barco. La ofensiva enemiga hizo que los franceses se aprestasen a tomar las armas.
Otras bandas gasconas recorrían la región, a las que se sumaron contingentes franceses y algunos nobles menores. Sus correrías sirvieron principalmente para impedir que las guarniciones francesas pudiesen abandonar sus fortalezas y reunirse y que solicitasen refuerzos. Por añadidura, las escasas tropas francesas que no estaban asignadas a las guarniciones quedaron inmovilizadas en una serie de asedios: el de Casseneuil en el Agenais, el de Monchamp cerca de Condom, y el de Montcuq, un castillo inexpugnable pero de escasa importancia estratégica al sur de Bergerac. Por consiguiente, grandes comarcas quedaron indefensas.
El principal ejército de Eduardo III zarpó de Inglaterra el 20 de junio. Ancló frente a La Esclusa, en Flandes, hasta el 22 de julio, mientras el rey atendía ciertos asuntos diplomáticos. Luego se hizo de nuevo a la vela, probablemente con la intención de desembarcar en Normandía, pero la flota quedó desperdigada por una tormenta y tuvo que regresar a Inglaterra. Los efectivos llevaban cinco semanas embarcados, por lo que tuvieron que pasar a tierra. Otra semana pasó en discusiones entre el rey y su consejo sobre qué hacer a continuación con las tropas; para entonces se acercaba el mal tiempo y con él, el fin de la temporada de campañas. La inacción inglesa en el norte le permitió a Felipe VI enviar refuerzos a Bretaña y Gascuña. Pedro I de Borbón fue nombrado general en jefe de las fuerzas francesas en el suroeste el 8 de agosto.

### Batallas de Bergerac y Auberoche
Derby arribó a Burdeos con quinientos hombres de armas, mil quinientos arqueros ingleses y galeses y quinientos caballos el 9 de agosto. Lo acompañaban además otras tropas especializadas, como veinticuatro mineros. Muchos de los arqueros y algunos de los hombres de armas eran reos a los que se había prometido el perdón real si participaban en la campaña; la mayoría de los soldados eran además veteranos de campañas anteriores. Derby pasó dos semanas reclutando más soldados y organizando el ejército y a continuación marchó hacia Langon, donde debía reunirse con el conde de Stafford y tomar el mando del conjunto de las tropas. El conde de Stafford había seguido una estrategia cauta hasta entonces, que el de Derby pensaba cambiar: pretendía abandonar los asedios para dirigirse directamente contra el enemigo antes de que pudiese reunir un gran ejército. Por entonces las tropas francesas de la región las mandaba Bertrand de l'Isle-Jourdain, pues el duque de Borbón todavía no había llegado a la zona. El jefe francés decidió retirarse a Bergerac, nudo de comunicaciones y ciudad importante, antes la llegada del conde de Derby; la ciudad, a sesenta kilómetros al este de Burdeos contaba con un importante puente sobre el Dordoña y era un buen sitio para reunir tropas y esperar refuerzos.
El conde de Derby celebró un consejo de guerra en el que se decidió atacar Bergerac. La conquista de la ciudad daría a los anglogascones una base con buenas comunicaciones fluviales con Burdeos desde la que abordar nuevas operaciones contra los franceses. Además obligaría al enemigo a abandonar los cercos del cercano castillo de Montcuq y cortaría las comunicaciones entre las fuerzas francesas situadas al norte y al sur del Dordoña. Los ingleses contaban con poder apoderarse fácilmente de la ciudad si vencían o distraían al ejército enemigo. Por su parte, los franceses no esperaban una ofensiva enemiga tras ocho años de estrategia defensiva de los anglogascones.

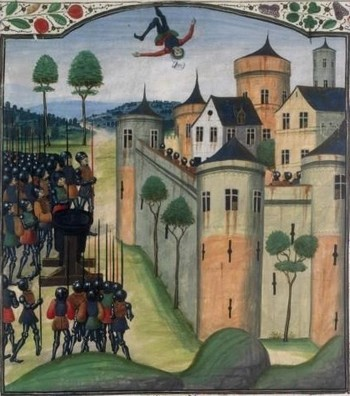
Miniatura de las Crónicas de Froissart en la que aparece Auberoche.

Derby avanzó velozmente, sorprendió al ejército enemigo en Bergerac el 26 de agosto y lo batió en una larga batalla. Se desconocen los detalles de la lid, porque las descripciones de la época se contradicen. Se sabe, empero, que las bajas francesas fueron cuantiosas y que fueron muchos los soldados franceses que perecieron en el choque o que fueron hechos prisioneros. Entre estos últimos se contó Henri de Montigny, senescal de Périgord, otro diez nobles principales y otros muchos menores. Se calcula que el conde de Derby obtuvo unas treinta y cuatro mil libras esterlinas por los correspondientes rescates (treinta y tres millones de 2020), cantidad igual a lo que le rentaban sus tierras en cuatro años. Los supervivientes franceses se unieron a De l'Isle y marcharon al norte, a ampararse en Périgueux. Bergerac cayó en manos de los vencedores de la batalla a los pocos días; conquistada por asalto, fue sometida al pillaje. La ciudad era militarmente importante como base para posteriores operaciones y políticamente su conquista hizo que algunos señores que vacilaban entre los dos bandos tomasen nota del renovado brío de las armas inglesas.
Derby pasó dos semanas organizando el ejército; a continuación partió hacia el norte, a la fortaleza gascona de Mussidan en el valle del río Isle, al frente de entre seis y ocho mil hombres; parte del ejército había quedado guardando Bergerac. Desde Mussidan marchó a Périgueux, la capital provincial del Périgord, y se apoderó de varias fortalezas por el camino. Las defensas de la plaza eran vetustas y estaban en mal estado, pero la guarnición francesa era lo suficientemente numerosa como para desaconsejar un asalto. En consecuencia, el conde de Derby sitió Périgueux y se dedicó a adueñarse de las fortalezas que dominaban los caminos que conducían a ella. Juan duque e Normandía, hijo y heredero del rey Felipe VI, sustituyó al duque de Borbón como jefe del ejército de la zona; reunió un ejército que se calcula tenía veinte mil soldados y penetró en la región. Un gran contingente francés socorrió Périgueux a comienzos de octubre y obligó a los anglogascones al retirarse hacia Burdeos. La llegada de nuevas tropas permitió a los franceses emprender a su vez el cerco de las fortalezas enemigas. Siete mil franceses a las órdenes de Luis de Poitiers asediaron el castillo de Auberoche, a nueve kilómetros al este de Périgueux. Auberoche domina desde un risco el río Auvézère. Los franceses acamparon en dos grupos: el mayor se situó cerca del río, entre el castillo y el pueblo, mientras que el menor se apostó para impedir la llegada de socorros desde el norte. Froissart menciona en sus Crónicas que un soldado inglés que trató de cruzar las líneas francesas con una carta en la que se pedía auxilio fue apresado y devuelto al castillo con una catapulta, pero se cree que es una invención del cronista. Sin embargo, sí es cierto que un emisario alcanzó al conde de Derby, que ya se encaminaba a socorrer la plaza con un contingente improvisado de cuatrocientos hombres de armas y ochocientos arqueros a caballo.
El conde llegó al lugar tras una marcha nocturna y sorprendió al enemigo el 21 de octubre cuando se aprestaba a cenar, infligiéndole copiosas bajas al comienzo de la batalla. No obstante, los franceses lograron organizarse y resistir denodadamente hasta que la guarnición sitiada hizo una salida, los acometió por la retaguardia y los desbandó. Los hombres de armas del conde de Derby los persiguieron sin tregua. Se desconoce la cantidad de bajas francesas, aunque se sabe que fueron copiosas. Los ingleses hicieron numerosos prisioneros nobles; los que no lo eran fueron, como era costumbre, pasados por las armas. El jefe francés, Luis of Poitiers, pereció de las heridas recibidas en la lid. Entre los prisioneros se contaron su lugarteniente Bertrand de l'Isle-Jourdain, dos condes, siete vizcondes, tres barones, los senescales de Clermont ay Tolosa, un sobrino del papa y gran número de caballeros, tantos que no se registró su número. Los rescates correspondientes enriquecieron a muchos de los soldados del conde de Derby, además de al propio conde, que recibió por ellos al menos cincuenta mil libras (cuarenta y ocho millones de 2020). El rey Felipe desembolsó grandes cantidades del erario para libertar a los cautivos al año siguiente.

### Aprovechamiento de la victoria

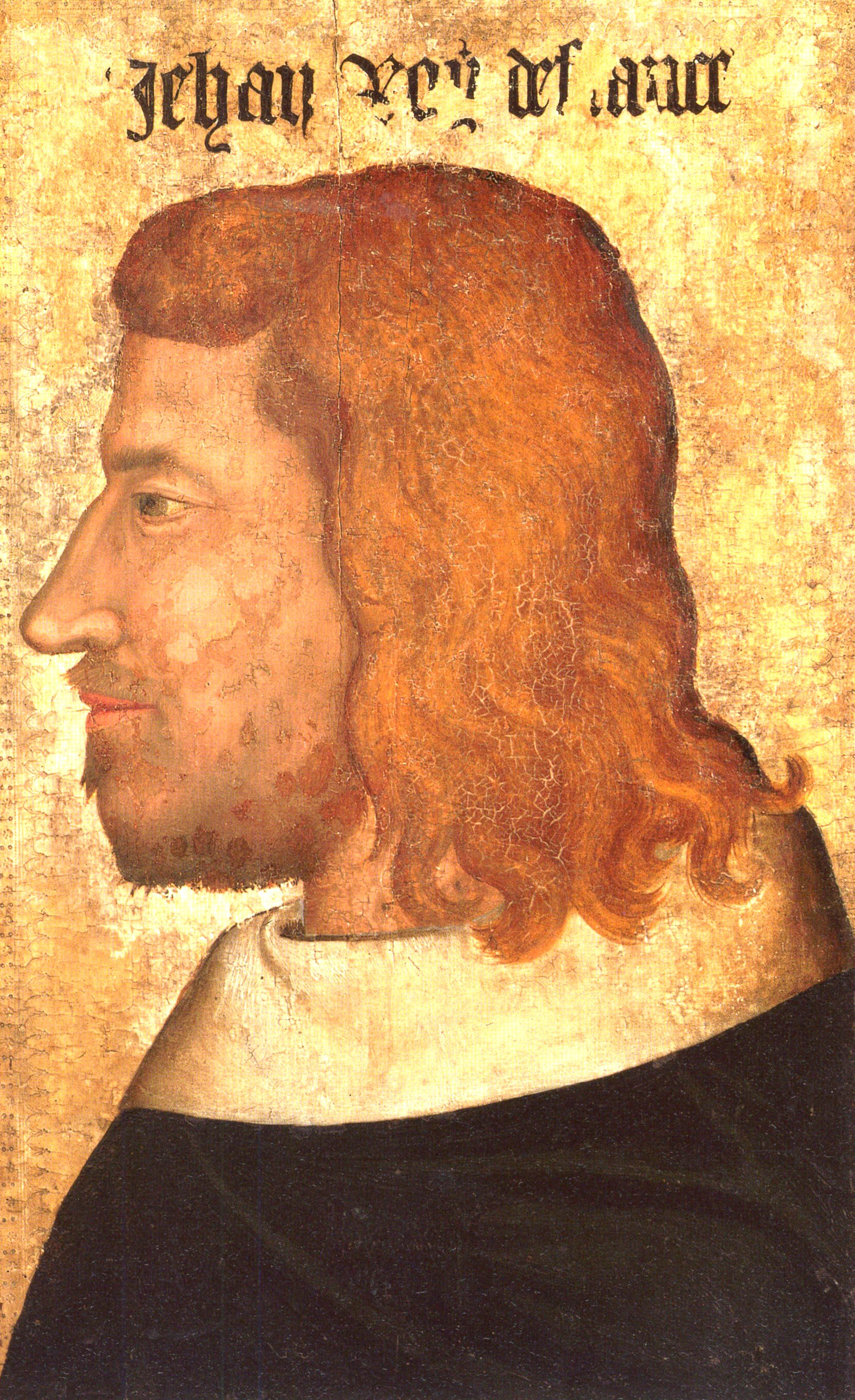
Retrato de Juan, duque de Normandía y luego rey de Francia, hecho en su época.

La derrota descorazonó al duque de Normandía que, según algunos relatos, dimitió y volvió a París, aunque su padre volvió a despacharlo a la región. Los franceses abandonaron los asedios que estaban llevando a cabo. El ejército se desintegraba: los soldados no recibían la paga y sufrían incluso hambre; los caballos carecían de forraje; las deserciones crecían y los soldados llegaban a vender sus equipos. El ejército francés seguía superando ampliamente en número al enemigo, pero el duque de Normandía se replegó a Angulema y lo desbandó, probablemente por falta de dinero para pagar a los soldados. Esto dejó a la región a merced del conde de Derby durante cinco meses.
Esta marchó al sur para pasar el invierno, donde tenía mejores comunicaciones con la retaguardia. Se dedicó a arrebatar las fortalezas fronterizas a los franceses: el pequeño castillo de Pellegrue se rindió, el de Monségur fue expugnado por asalto. Acto seguido  marchó contra la ciudad de La Réole, que contaba con recias defensas y ocupaba un lugar estratégico en la orilla septentrional del Garona a tan solo treinta y cinco kilómetros de Burdeos. Había estado en poder de los ingleses hasta hacía veintiún años. Había gozado de gran autonomía y lucrativos privilegios comerciales durante la dominación inglesa, que habían sido abolidos al pasar a manos francesas. La población negoció con el conde inglés y el 8 de noviembre le abrió las puertas tras distraer la atención de la numerosa guarnición francesa, que se refugió en la ciudadela, que los ingleses minaron. Los dos bandos alcanzaron un acuerdo: la guarnición abandonaría la ciudadela si no recibía socorro en cinco semanas. Los sitiadores permitieron a los sitiados comunicar el pacto al duque de Normandía, pero para entonces esta carecía de tropas y, siendo invierno, no podía reunirlas y auxiliar a la guarnición. Así, esta abandonó la ciudadela en enero de 1346, que ocuparon al punto los ingleses. La ciudad recobró sus perdidos privilegios y el conde de Derby pasó en ella el resto del invierno.
El grueso del ejército anglogascón se disolvió y muchos de los soldados ingleses volvieron a Gran Bretaña. Solamente quedaron activas algunas bandas, que se dedicaron a expulsar al enemigo del valle del Garona situado aguar abajo de La Réole, además de asaltar las ciudades y castillos peor defendidos de la región. Se adueñaron de Langon, que había resistido al conde de Stafford en el verano. El conde de Derby concedió privilegios y ventajas comerciales a distintas poblaciones y restauró los que habían poseído con el objetivo de que se entregasen a sus soldados. El lucrativo comercio centrado en Burdeos y las victorias del conde atraían a las poblaciones de la zona. La estrategia del conde fue fructífera; para las ciudades, tenía la ventaja añadida de evitar asedios y saqueos. Los habitantes de algunas convencieron a las guarniciones francesas para que se retirasen, para evitar ataques del enemigo. Se conoce un caso de una población que sorprendió a los soldados durmiendo y los expulsó en plena noche. Un comité de alcaides franceses avisó al rey en noviembre que las ciudades se estaban entregando todos los días al enemigo, incluso a destacamentos insignificantes. El desánimo cundían entre las tropas francesas de la región.
El duque de Borbón, recién nombrado senescal de Gascuña, fue atacado por sorpresa por el conde de Stafford, que acometió Aiguillon, situada en la confluencia de los ríos Garona y Lot y considerada la «llave» de Gascuña, a finales de noviembre. Los habitantes atacaron a la guarnición y abrieron la puerta a los ingleses. Toda la provincia del Agenais estaba en poder de los ingleses en marzo de 1346. El duque de Borbón únicamente conservaba la capital, Agen, y cuatro castillos, todos ellos cercados por el enemigo. Sus soldados estaban desmoralizados y cuando comenzó a reunir un ejército en Agen, hubo choques con la población, en los que perecieron linchados varios mercenarios italianos. Los ingleses se habían adueñado de más de cien poblaciones y castillos durante la campaña.

## Consecuencias

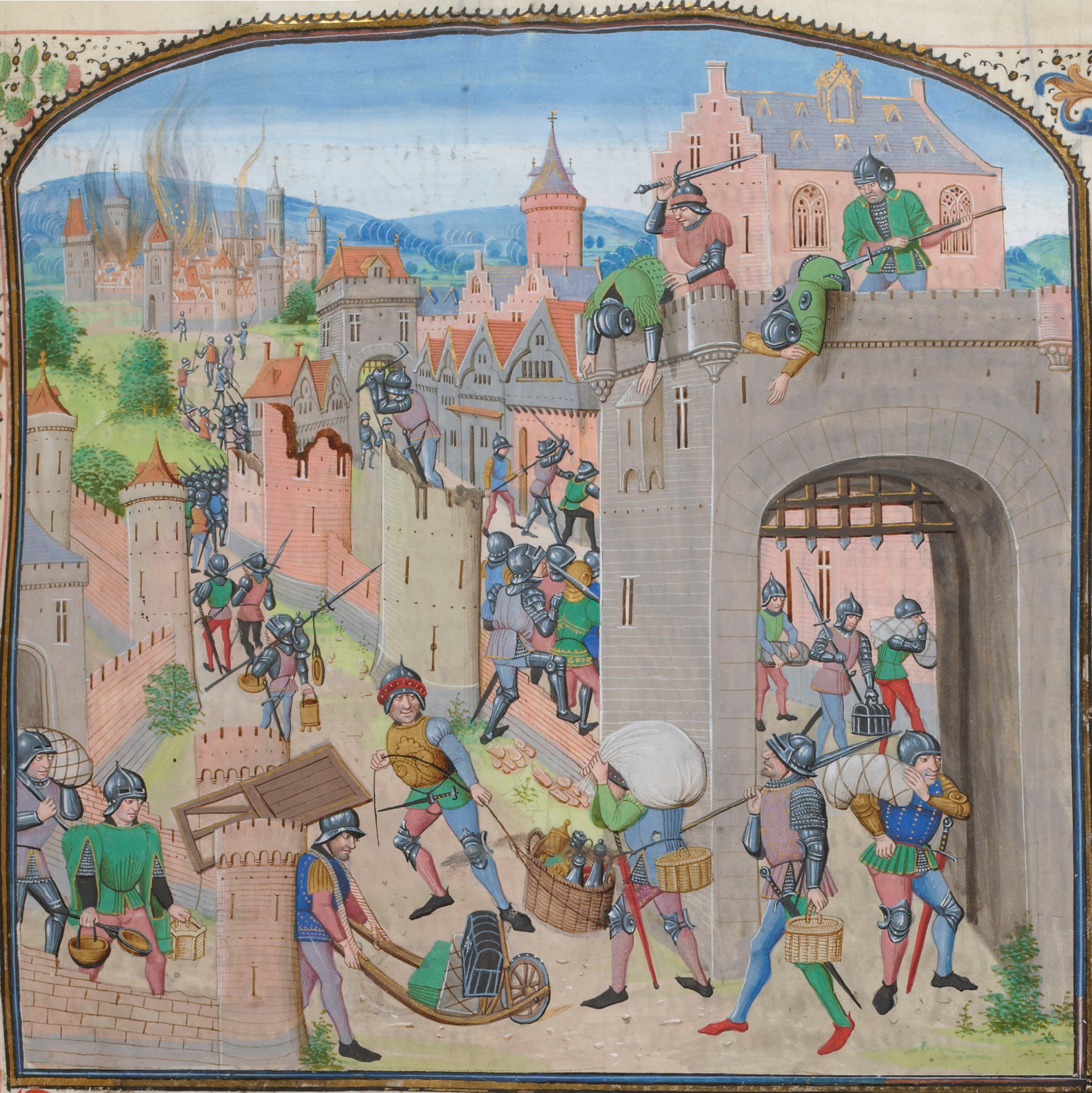
Saqueo de una ciudad medieval.

La campaña resultó un desastre para los franceses, que no habían esperado una ofensiva enemiga en la zona, pues los anglogascones no habían emprendido ninguna en los ocho años que duraba la guerra. Perdieron tanto poblaciones como castillos y sufrieron copiosas bajas; muchos de sus nobles fueron apresados y no pudieron volver a combatir hasta haber desembolsado grandes rescates, que sirvieron en parte para financiar nuevas operaciones bélicas inglesas. Muchas poblaciones de la región tuvieron que abordar rápidas obras de remozamiento de sus defensas o de construcción de otras nuevas para protegerse de futuros embates. También hubieron de encargarse de contar con guarniciones suficientes para repeler eventuales asaltos. Todo esto impidió a la Corona recaudar impuestos en la región o reclutar hombres para servir en otras zonas el reino, incluso en comarcas alejadas de la zona afectada por la expedición del conde de Derby.
Dos años y medio de tregua inestable habían dado paso a una serie de descalabros franceses. La campaña mejoró el ánimo y el prestigio de los ingleses y comportó un aumento de los impuestos y de los reclutas obtenidos de la zona fronteriza. Muchos nobles gascones habían titubeado sobre el bando al que debían sumarse y la victorias decantaron a gran cantidad de ellos por el inglés. Numerosos señores importantes de la zona proclamaron su lealtad a Eduardo y se unieron a su ejército con sus huestes. La trascendencia fundamental de la campaña fue defensiva: sirvió para asegurar Gascuña frente a las expediciones francesas. También facilitó posibles ofensivas futuras, como fue la cabalgada de finales del año siguiente. Aunque mermó los ingresos franceses, no bastó, sin embargo, para impedir que la Corona enemiga pudiese reunir todavía grandes ejércitos.
Northampton emprendió al campaña prevista en el norte de Bretaña en octubre de 1345, pero pronto la tuvo que abandonar, tras no poder hacerse con varias poblaciones bretonas, en poder de los franceses. Estos decidieron concentrar sus fuerzas en Gascuña en la campaña de 1346. Reunieron un gran ejército, mucho mayor que el del conde de Derby; lo mandaba el duque de Normandía, que empezó a avanzar con él por el valle del Garona. Pretendía recuperar La Réole, pero para asegurar las líneas de suministro, tenía primero que tomar Aiguillon. Esta la defendía el conde de Stafford con novecientos hombres; aguantó ocho meses de asedio. El conde de Derby concentró el grueso del ejército anglogascón en La Réole, amenazando en todo momento a los sitiadores, que no consiguieron bloquear completamente la plaza. Los ingleses hostigaron asimismo la retaguardia enemiga, estorbando el abastecimiento de los sitiadores.
Eduardo III reunía mientras un gran ejército en Inglaterra. Los franceses lo sabían, pero creían que lo expediría a Gascuña para intentar socorrer Aiguillon. No lo hizo, sino que desembarcó en Normandía en julio, operación que sorprendió a los franceses y dio comienzo a la campaña de Crécy. Felipe VI le ordenó a su hijo que abandonarse el asedio de Aiguillon y marchase al norte; el duque tardó en obedecer y llegó a Picardía dos semanas después de que el ejército real hubiese sido vencido con contundencia en la batalla de Crécy, en la que sufrió copiosas pérdidas. La marcha del duque dejó el suroeste inerme ante el ejército del conde de Derby, que envió destacamentos a rendir las pocas plazas que aún conservaban los franceses. El propio Derby emprendió una cabalgada desde La Réole con dos mil hombres que duró dos meses. La operación proporcionó a los ingleses gran parte del ducado de Aquitania, que lo conservaron oficiosamente hasta que lo obtuvieron formalmente en el Tratado de Brétigny de 1360.